# St. Jodokus (Bielefeld)

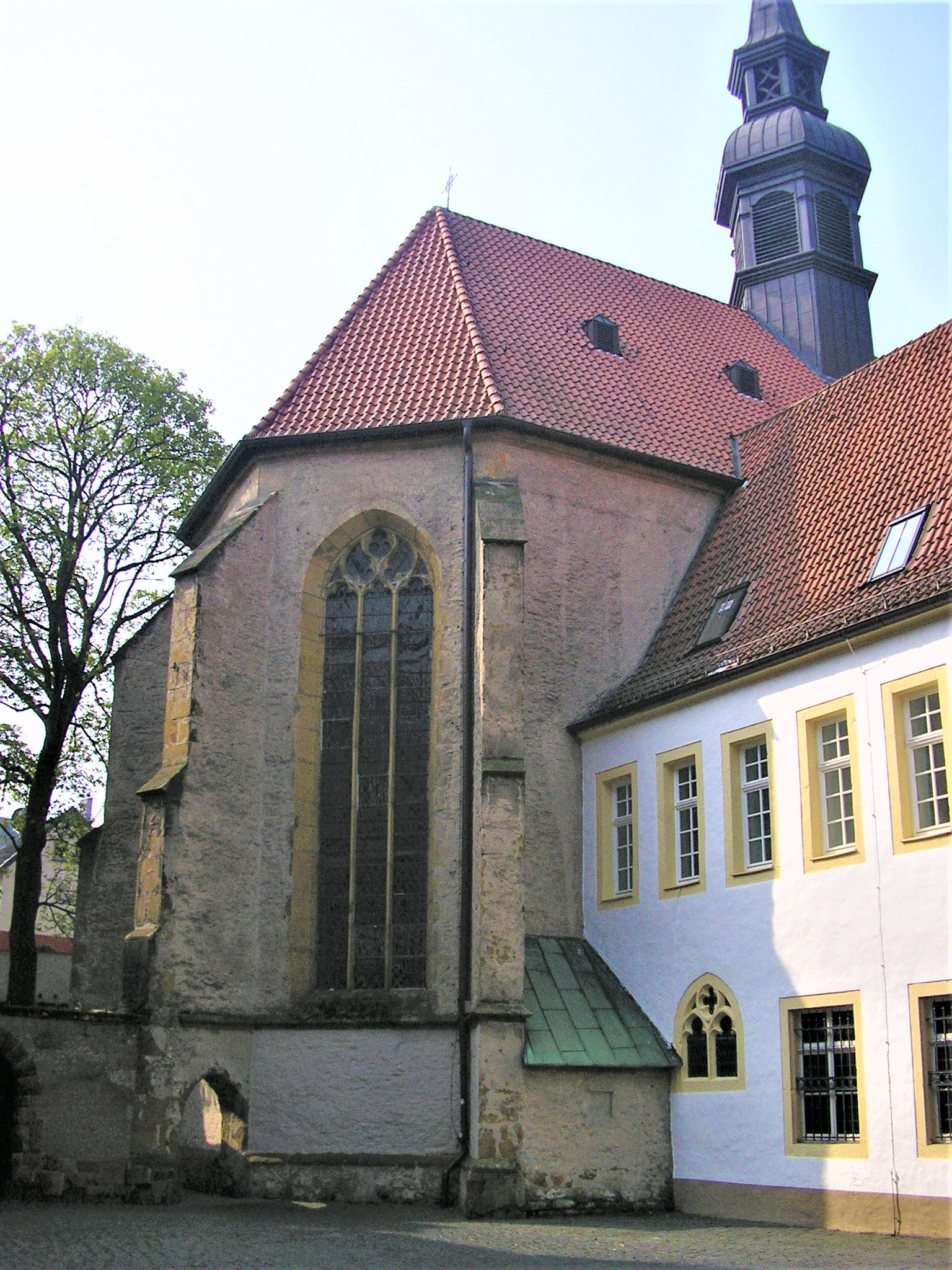
St. Jodokus von Nordosten: Chor, Dachreiter, anstoßendes Konventsgebäude

St. Jodokus ist eine römisch-katholische Pfarrkirche und ehemalige Franziskanerkirche im Zentrum von Bielefeld im Stadtbezirk Mitte. Die spätgotische Saalkirche mit Dachreiter (Seccoausmalung des Gewölbes bezeichnet 1511) und die den Kreuzgang umschließenden ehemaligen Konventsgebäude (Erker mit Jahreszahl 1515) bilden ein Ensemble in der Bielefelder Altstadt.
Kirche und Klostergebäude sind Putzbauten mit Werksteingliederung.
Die Kirche ist, wie schon ihre Vorgängerin auf dem Jostberg, dem heiligen Jodokus geweiht, einem Klostergründer, Einsiedler und Pilger, der im 7. Jahrhundert im späteren Nordfrankreich lebte.

## Geschichte

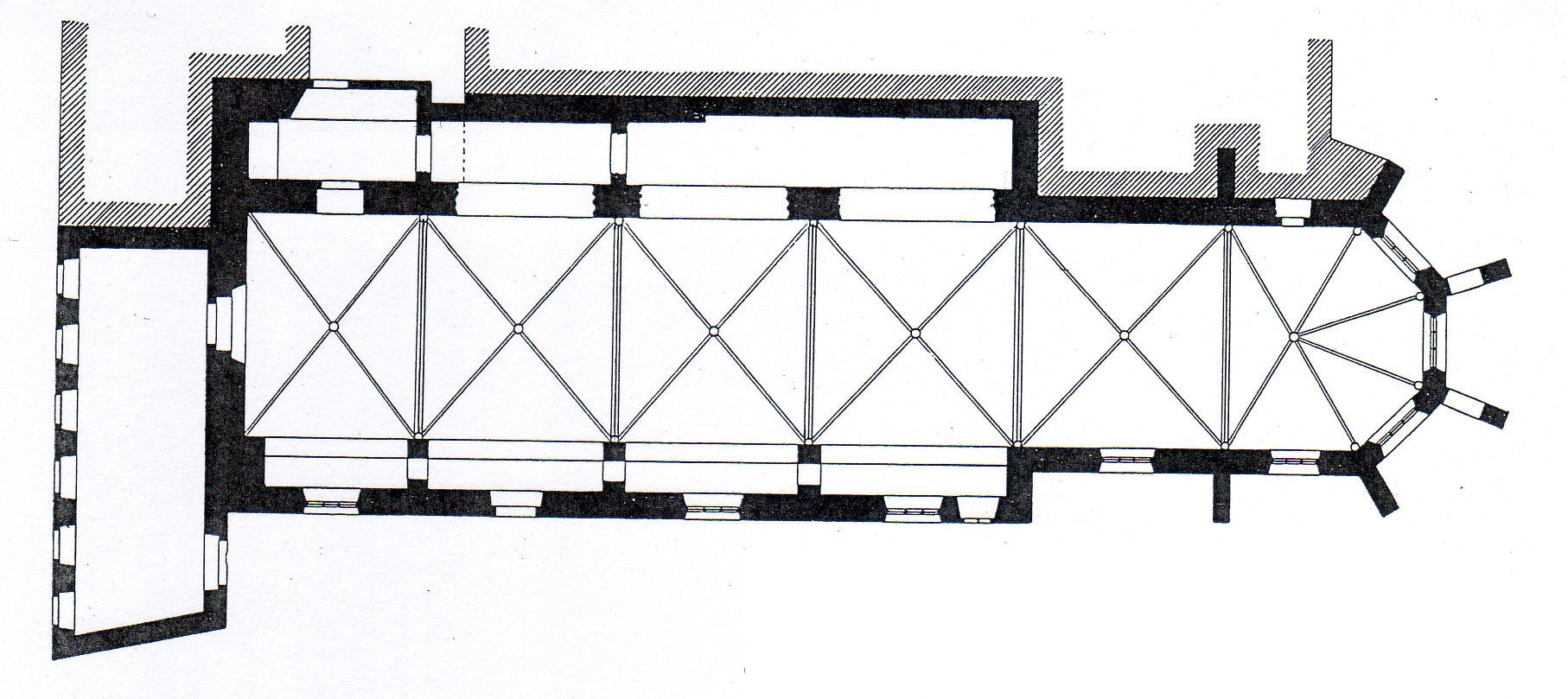
Grundriss der Klosterkirche 1906

Als erste Pfarrgemeinde der neuen Stadt Bielefeld wurde 1236 durch den Paderborner Bischof Bernhard die Altstädter St.-Nikolaus-Pfarrei durch Auspfarrung aus dem Kirchspiel Heepen errichtet. Gegen Ende des 13. Jahrhunderts kam in der „Neustadt“ eine weitere Stifts- und Pfarrkirche hinzu, die heutige Neustädter Marienkirche. Ferner bestanden im Mittelalter im näheren Umkreis die Peterskirche Kirchdornberg und die Stiftskirche Schildesche mit Pfarrfunktionen.
Im Jahr 1507 beschlossen die Franziskaner, ihre 1498 auf dem Jostberg (Jodokusberg) gegründete Niederlassung auf das sicherere und zugänglichere Stadtgrundstück am heutigen Klosterplatz zu verlegen und die bereits fertiggestellte Jodokuskirche mit den zugehörigen Gebäuden aufzugeben. Der Grund bestand im Wassermangel auf dem Waldgrundstück, aber auch in dem Bestreben, entsprechend der Spiritualität des Ordens nahe bei den Menschen und nicht in der Einsamkeit zu leben.
Die neue St.-Jodokus-Kirche wurde 18. Juli 1511 (Chor) bzw. 1515 durch den Paderborner Weihbischof Johannes Schneider, einen Franziskaner, geweiht; bald danach entstand die übrige Klosteranlage. Es gehörte zur Kölnischen Franziskanerprovinz (Colonia). Im Kloster richtete die Provinz eines ihrer Studienhäuser für den Ordensnachwuchs ein. Der Konvent überstand die Reformation und wurde Stützpunkt und Pfarrkirche für die wenigen Katholiken der Umgebung. Die anderen Pfarr-, Stifts- und Klosterkirchen in Bielefeld und Umgebung wurden ab etwa 1541 protestantisch. 1612 gingen sieben Franziskaner aus Bielefeld ins Kloster Halberstadt, das aus der großen Sächsischen Franziskanerprovinz (Saxonia) nach der Reformation als einziges bestehen geblieben war, und unterstützten dort die wenigen verbliebenen Brüder. Als die Colonia 1627 ihren östlichen Teil an die Saxonia abtrat, wurde auch das Kloster in Bielefeld Teil der Sächsischen Provinz. 1696 gründeten die Franziskaner in Stockkämpen zusätzlich eine kleine Ordensniederlassung.
Erst 1829 – 25 Jahre nach der allgemeinen Säkularisation der Klöster – hob die preußische Regierung auf Betreiben von Stadtdirektor Delius das Bielefelder Kloster auf, weil das Klostergelände zur Erweiterung des Gymnasiums dienen sollte. Die Pfarrseelsorge an St. Jodokus wurde von einem Diözesanpriester übernommen.
St. Jodokus ist die Mutterkirche aller katholischen Pfarreien Bielefelds nach der Reformation. Mit der Industrialisierung der Stadt in der zweiten Hälfte des 19. Jahrhunderts stieg der katholische Bevölkerungsanteil an. 1891/92 hielt einer der Vikare von St. Jodokus Gottesdienst in der neuen Herz-Jesu-Kirche in Brackwede, 1906 entstand mit der Marienkapelle in Elpke eine weitere Filiale in Sieker. Solche Missionsstationen bestanden aus einer Kapelle, einem Schulraum und einer Priesterwohnung und wurden vom Bonifatiusverein, einer Organisation zur Unterstützung von Katholiken in der Diaspora, bezuschusst. Im neuen nördlichen Stadtbezirk, dessen Bewohnerschaft sich vor allem aus Arbeitern zusammensetzte, entstand – wenn auch unter Zögern von Pfarrer Bartels von St. Jodokus – 1901/02 zunächst ein Fürsorgeheim für gefährdete Kinder, 1908–1910 wurde dort die St.-Josephs-Kirche erbaut. Herz Jesu in Brackwede wurde 1917 zur selbständigen Pfarrei erhoben, St. Joseph 1933 und St. Bonifatius Sieker 1958. 1931 wurde eine Filialgemeinde in Senne I errichtet, 1934 die Liebfrauenkirche gebaut. In Wellensiek gab es Gottesdienste in der städtischen Schule ab 1930, ab 1939 in der neuen Heilig-Geist-Kapelle. Wegen des starken Zuzugs katholischer Heimatvertriebener und Flüchtlinge nach dem Zweiten Weltkrieg kam es in den 1950er- und 1960er-Jahren zum Bau von weiteren zwölf Kirchen im Stadtgebiet.
Erstmals 1921 zog die Fronleichnamsprozession von St. Jodokus aus durch die Altstadt, ein Zeichen für ein inzwischen erstarktes Selbstbewusstsein der Katholiken.
Seit dem beginnenden 21. Jahrhundert nutzen neben der Pfarrgemeinde St. Jodokus auch die Katholische Hochschulgemeinde Bielefeld, die katholische Ehe-, Familien- und Lebensberatungsstelle und das CityKloster Bielefeld (Citypastoral) die Kirche und die Räumlichkeiten im ehemaligen Kloster. Dort ist auch das Büro des Dekanates Bielefeld-Lippe untergebracht.
Zwischen Juli 2010 und März 2011 wurde das Kircheninnere umfangreich renoviert und in einigen Teilen auch völlig neu gestaltet. Die künstlerische Neugestaltung lag in den Händen von Norbert Radermacher. Mit einer Altarweihe erfolgte der Abschluss der Arbeiten, dessen Anlass das 500-jährige Jubiläum war.

## Gebäude und Ausstattung

### Überblick

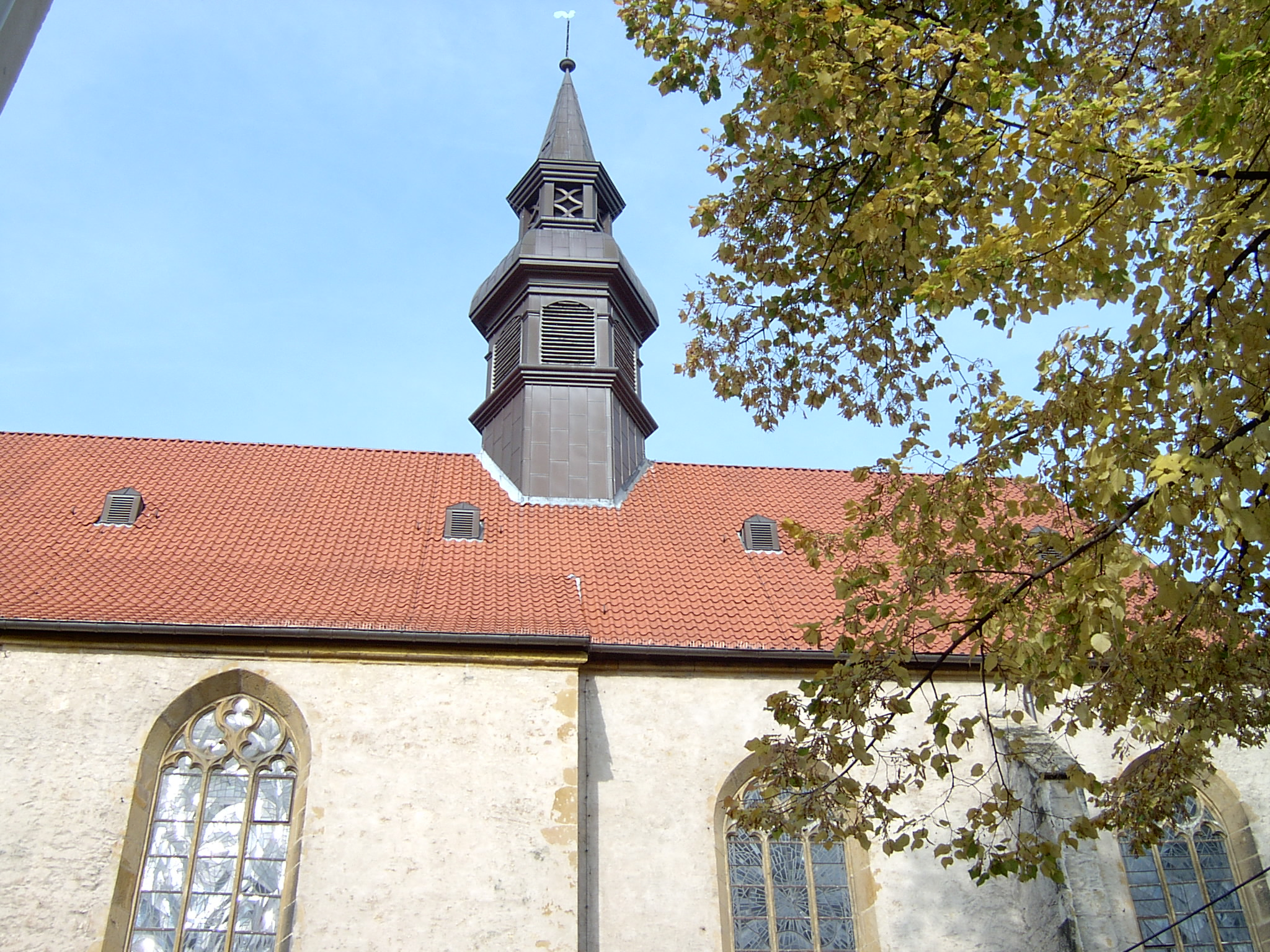
Türmchen

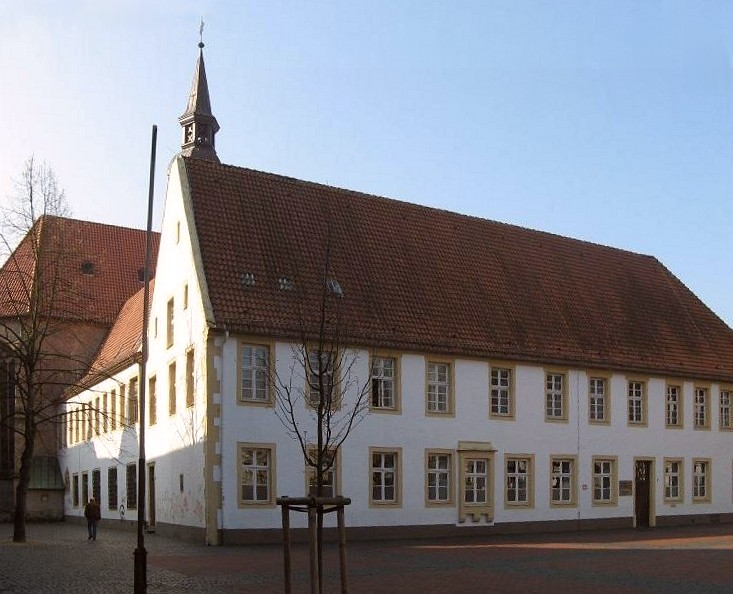
Ehemaliges Konventsgebäude, dahinter die Kirche

Das Kirchengebäude ist ein einschiffiger Bau der Spätgotik mit fünf Jochen und Seitennischen sowie einem einjochigen Chor mit 5/8-Schluss. Dem Armutsideal der Franziskaner entsprechend, besitzt die Kirche keinen Turm, sondern nur einen Dachreiter mit vier Glocken. Die Westfassade ist dementsprechend schlicht und schmucklos. Das barocke Von Consbruchsche Portal nach Süden zur Obernstraße stammt von 1713.
Eine Ausweitung und Restaurierung der Kirche erfolgte in den Jahren 1954/55. Zehn Jahre später wurde ein Teil des ehemaligen Klosters hinzugenommen und als Sakramentskapelle (inzwischen Franziskuskapelle genannt) ausgestaltet. 2009/2010 wurde das Konventsgebäude gründlich restauriert.

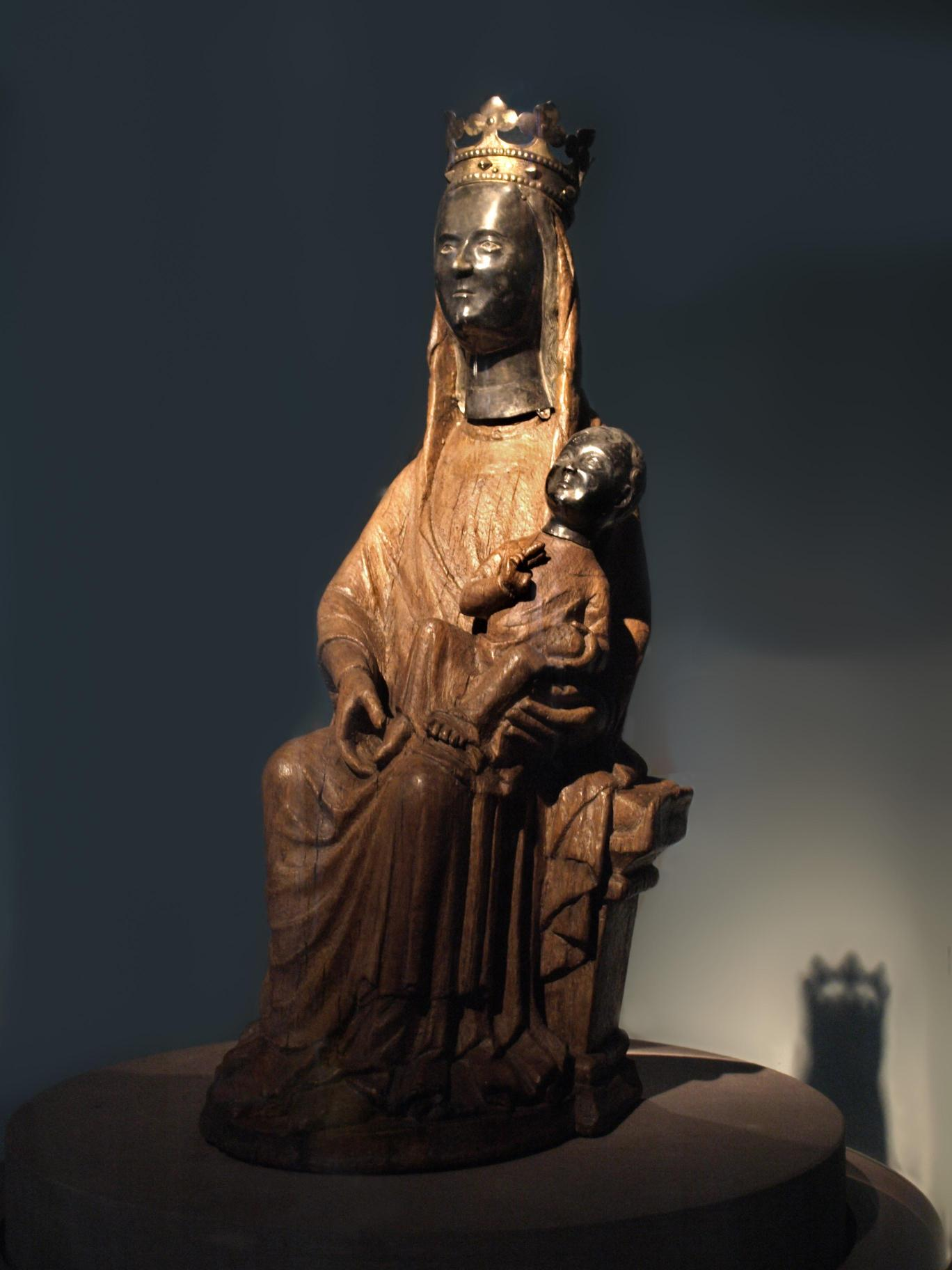
Schwarze Madonna (1220)
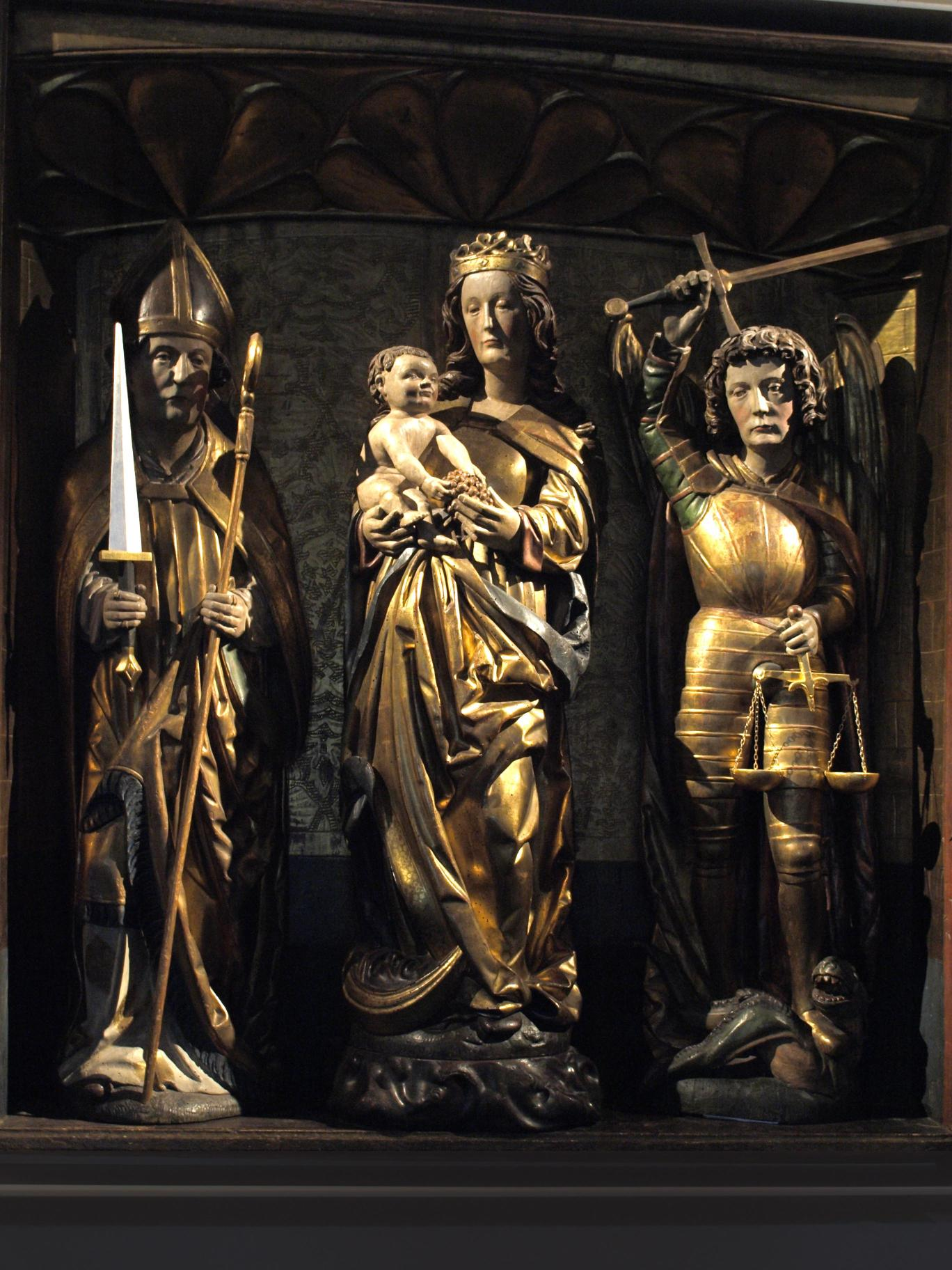
Hölzerner Schrein (kurz nach 1500)

Im Kirchengebäude befinden sich bedeutende Kunstschätze, unter anderem die teils spätgotische (1515), teils neogotische (1878) Gewölbeornamentik. Das Gnadenbild der Schwarzen Muttergottes von 1220 gilt als ältestes Bielefelder Kunstwerk. Ein hölzerner Schrein aus der Zeit kurz nach 1500 zeigt die Figuren eines Bischofs, der Madonna und des heiligen Michael. Der Schrein wurde 1960/80 erworben und stammt angeblich aus dem Ort Sitten in der Schweiz.
Von kunstgeschichtlicher Seltenheit ist ferner ein Levitenstuhl aus der Frührenaissance im Chorraum, der korrespondierend Christus und Franziskus sowie Maria und Klara darstellt. Weitere Kunstwerke sind die Statue des Pfarrpatrons St. Jodokus, die um 1480 für den Aachener Dom entstand, sowie eine Ikonenwand von Alexej Saweljew (1962), zunächst im Chor und seit 2011 in der Franziskuskapelle aufgestellt. Eine weitere Darstellung des Kirchenpatrons Jodokus mit Pilgermantel und -hut, Muschel und Stab findet sich außen an der Fassade des Klostergebäudes am Klosterplatz.
Im Jahr 2011 erhielt das Gotteshaus einen Anbau als Tabernakel-Kapelle. Diese ist nur vom Kirchenschiff aus zugängig. Wegen fortgesetzter Schmierereien an der Fassade brachte die Firma fittkau metallbau + kunstschmiede aus Berlin eine Bronzeverkleidung auf, die einerseits die Würde der Kapelle betont und andererseits den Vandalismus stoppt.

### Orgeln
Die Orgel geht auf ein Instrument des Bielefelder Orgelbauers Hans Henrich Reinking zurück. Die obere Hälfte seiner barocken Orgelfassade (Orgelprospekt) umrahmt bis heute das Rückpositiv der Kreienbrink-Orgel von 1974, andere Elemente des Reinkingschen Gehäuses zieren seither die Fassade des Schwellwerks, zwei Engelköpfe bekrönen die neuen Flachfelder zwischen Hauptwerk und Pedaltürmen, während zwei Engel auf den seitlichen Rundtürmen des Hauptwerks einen neuen Platz fanden.
Wie Bauspuren im Innern der Klosterkirche und des Klostersüdflügels zeigen, war von Anfang an eine Orgel in der neuen Kirche vorgesehen. Die Schwalbennestorgel befand sich an der Kirchennordwand im ersten Joch des an das Langhaus anschließenden Chorgewölbes, mehrere Meter oberhalb des Lettners. Sie war über dem Durchgang vom Kloster zum Lettner platziert und damit näher an die östliche Gewölbekappe gerückt. Vom Kircheninneren aus zeigt eine werksteingerahmte Rechtecköffnung den Standort der Orgel an (Windkanalöffnung, später zugesetzt). Der Nachweis einer Schwalbennestorgel in St. Jodokus gilt als seltener und wichtiger Befund für den ursprünglichen Orgelstandort in einer Bettelordenskirche des frühen 16. Jahrhunderts.
Leihweise nahmen die Franziskaner im Jahre 1563 ein Positiv der Stiftsdamen von Quernheim in Gebrauch. Die Klosterchronik vermerkt zwischen 1617 und 1620 die Reparatur der damals vorhandenen Orgel. Vermutlich wurde das Instrument im Dreißigjährigen Krieg beschädigt, als brandenburgische, von Soest aus in Bielefeld einfallende Soldaten die Kirche plünderten.
Hans Henrich Reinking lieferte 1653/54 eine neue Orgel, wahrscheinlich ein kleineres Instrument, das vermutlich um die 10 Register und kein Pedal hatte. Im Jahre 1769 fügte Johann Patroclus Möller (Lippstadt) der Reinking-Orgel ein selbständiges Pedal auf Springladen hinzu und erweiterte das Gehäuse seitlich um je zwei harfenförmige Flachfelder und zwei Pedaltürme. Orgelbauer Müller (sicher Johann Gottlieb Müller aus Hildesheim, später Hoforgelmacher in Paderborn) fertigte 1790 neue Pedalpfeifen an (3 für den Subbass, 10 Bleipfeifen). Nach einer Neufassung 1799 reparierte der Warendorfer Orgelbauer Peter Austermann das Instrument 1802, bevor die Werkstatt Kersting aus Münster die Orgel 1847 wesentlich erweiterte. Vermutlich gaben erst die Kerstings der Orgel das 2. Manual, wobei sie das Möllersche Pedal unverändert beibehielten.
| I Hauptwerk CD–? |           |      |
| 1.               | Principal | 0 8′ |
| 2.               | Gamba     | 08′  |
| 3.               | Bordun    | 16′  |
| 4.               | Hohlflöte | 08′  |
| 5.               | Octav     | 04′  |
| 6.               | Octav     | 02′  |
| 7.               | Mixtur IV |      |
| 8.               | Trompete  | 08′  |

| II Nebenwerk |                 |    |
| 9.           | Praestant       | 4′ |
| 10.          | Flauto amabilis | 8′ |
| 11.          | Gedact          | 8′ |
| 12.          | Flauto dolze    | 4′ |
| 13.          | Flageolet       | 2′ |
| 14.          | Carilon II      |    |

| Pedal CD–h0 |           |     |
| 15.         | Subbaß    | 16′ |
| 16.         | Posaune   | 16′ |
| 17.         | Principal | 08′ |
| 18.         | Trompete  | 08′ |
| 19.         | Flauto    | 01′ |

Der Paderborner Orgelbauer August Rudolf Randebrock setzte die Orgel 1881 instand, reinigte sie, erneuerte u. a. schadhafte Teile der Spielmechanik, besserte die Holzpfeifen aus und lieferte ein neues Gebläse, das im Innern des Orgelgehäuses über dem Organistensitz seinen Platz erhielt. Ein Eingriff in die klangliche Substanz nahm erst Orgelbauer Friedrich Bernhard Meyer 1897 vor. Er ersetzte einen größeren Teil des Pfeifenmaterials durch neue Register, erweiterte die geteilten Stimmen Bordun 16′ und Trompete 8′ des Hauptmanuals, baute für das Obermanual Geigenprincipal 8′, Salicional 8′ und Oboe 8′ (durchschlagend), im Pedal Subbaß 16′ und Cello 8′. Andere Register stellte er um oder rückte sie auf. Sein ursprünglicher Vorschlag, den Möller-Prinzipal 8′ durch einen neuen Prinzipal zu ersetzen, lehnte die Kirchengemeinde hingegen ab.
Anton Feith (Paderborn) trat 1912 mit der Kirchengemeinde über einen Neubau in Verhandlungen. Ein neues pneumatisches Werk mit 45 Stimmen auf drei Manualen und Pedal wurde 1914 aufgestellt. Das Werk wurde durch den Neubau wesentlich größer, weshalb Feith das Gehäuse teilweise zurückbauen musste (Dach und Teile der Seitenwände, Zieraufsätze des Reinking-Werks). Die Disposition ist nur unvollständig überliefert. Ein neues Werk, in dem über die Hälfte des Pfeifenwerks (Prinzipalpyramide des Hauptmanuals, z. T. Prinzipalstimmen der anderen Manuale, Pedal vollständig) von 1913/14 erneut zur Aufstellung kam, baute Anton II. Feith 1954 hinter dem historischen Prospekt. 1965 erhielt die Werktagskapelle eine vom Spieltisch der Hauptorgel aus ansteuerbare Orgel; die Hauptorgel wurde offenbar später noch durch Feith erweitert. 1973 gelangte der Spieltisch von 1955 zusammen mit 13 Registern von 1913 und 10 Registern von 1955 (und später) nach St. Pius in Gadderbaum; sie enthielt damit – bis zum Abriss der Kirche im Jahr 2016 – den zweitältesten Pfeifenbestand in der Stadt.
| I. Manual C–g3 |                 |        |
| 1.             | Prinzipal       | 16′    |
| 2.             | Prinzipal       | 08′    |
| 3.             | Rohrflöte       | 08′    |
| 4.             | Oktave          | 04′    |
| 5.             | Koppelflöte     | 04′    |
| 6.             | Nasat           | 02 ⁄3′ |
| 7.             | Schwiegel       | 02′    |
| 8.             | Rauschpfeife IV |        |
| 9.             | Scharf V-VI     |        |
| 10.            | Trompete        | 08′    |
| 11.            | Zink            | 04′    |

| II. Manual C–g3 |                 |       |
| 12.             | Gedackt         | 8′    |
| 13.             | Quintade        | 8′    |
| 14.             | Sing. Prinzipal | 4′    |
| 15.             | Blockflöte      | 4′    |
| 16.             | Oktave          | 2′    |
| 17.             | Superquinte     | 1 ⁄3′ |
| 18.             | Sesquialter II  |       |
| 19.             | Mixtur III-IV   |       |
| 20.             | Cymbel III      |       |
| 21.             | Krummhorn       | 8′    |
|                 | Tremolo         |       |

| III. Manual C–g3 |                 |        |
| 22.              | Ital. Prinzipal | 8′     |
| 23.              | Flöte           | 8′     |
| 24.              | Weidenpfeife    | 8′     |
| 25.              | Prästant        | 4′     |
| 26.              | Rohrquintade    | 4′     |
| 27.              | Gemsquinte      | 2 ⁄3′  |
| 28.              | Waldflöte       | 2′     |
| 29.              | Fugara          | 2′     |
| 30.              | Terz            | 1 3⁄5′ |
| 31.              | Sifflöte        | 1′     |
| 32.              | Septime         | 4⁄7′   |
| 33.              | Glockenton IV   |        |
| 34.              | Trompete harm.  | 8′     |
|                  | Tremolo         |        |

| Pedal C–f1 |               |         |
| 35.        | Prinzipalbaß  | 16′     |
| 36.        | Subbaß        | 16′     |
| 37.        | Zartbaß       | 16′     |
| 38.        | Quintbaß      | 10 2⁄3′ |
| 39.        | Oktavbaß      | 08′     |
| 40.        | Gedacktbaß    | 08′     |
| 41.        | Choralbaß     | 04′     |
| 42.        | Bauernflöte   | 02′     |
| 43.        | Hintersatz IV |         |
| 44.        | Posaune       | 16′     |
| 45.        | Schalmey      | 04′     |

In den Jahren 1973/1974 baute die Osnabrücker Orgelbaufirma Kreienbrink ein neues Instrument mit 40 Registern. 1988 wurde die Orgel durch die Orgelbauwerkstatt Fischer & Krämer (Endingen) überholt und um zwei Pedal-Register erweitert (Nr. 35 und 40). Die Mixtur und Cymbel im Hauptwerk sind nun durch Salicional 8′ und Plein jeu VI ersetzt. Die Orgel hat mechanische Schleifladen mit elektrischer Registertraktur.
Nach der Kirchenrenovierung von 2010/2011 wurde auch die Orgel einer umfangreichen Renovierung durch die Orgelbauwerkstatt Hermann Eule aus Bautzen unterzogen. Am Pfingstsonntag, 19. Mai 2013 erfolgte die feierliche Wiedereinweihung der Orgel mit einem Festgottesdienst und einem Konzert auf dem Instrument. Das Instrument hat heute nachfolgende Disposition:
| I Rückpositiv C–a3 |             |        |
| 1.                 | Gedackt     | 8′     |
| 2.                 | Prestant    | 4′     |
| 3.                 | Blockflöte  | 4′     |
| 4.                 | Nasat       | 2 ⁄3′  |
| 5.                 | Octava      | 2′     |
| 6.                 | Tertia      | 1 3⁄5′ |
| 7.                 | Spitzquinta | 1 ⁄3′  |
| 8.                 | Oberton III |        |
| 9.                 | Scharff IV  |        |
| 10.                | Krummhorn   | 8′     |

| II Hauptwerk C–a3 |              |        |
| 11.               | Bourdon      | 16′    |
| 12.               | Principal    | 08′    |
| 13.               | Spitzflöte   | 08′    |
| 14.               | Salicional   | 08′    |
| 15.               | Octava       | 04′    |
| 16.               | Querflöte    | 04′    |
| 17.               | Quinta       | 02 ⁄3′ |
| 18.               | Octava       | 02′    |
| 19.               | Plein jeu VI |        |
| 20.               | Trompete     | 08′    |
| 21.               | Vox humana   | 08′    |
|                   | Tremulant    |        |

| III Schwellwerk C–a3 |                 |     |
| 22.                  | Holzprincipal   | 08′ |
| 23.                  | Viola di Gamba  | 08′ |
| 24.                  | Schwebung       | 08′ |
| 25.                  | Octava          | 04′ |
| 26.                  | Rohrquintade    | 04′ |
| 27.                  | Nachthorn       | 02′ |
| 28.                  | Cornett V       | 08′ |
| 29.                  | Fourniture V    |     |
| 30.                  | Fagott          | 16′ |
| 31.                  | Cor Anglais     | 08′ |
| 32.                  | Franz. Trompete | 04′ |
|                      | Tremulant       |     |

| Pedal C–f1 |              |         |
| 33.        | Principal    | 16′     |
| 34.        | Untersatz    | 16′     |
| 35.        | Quinte       | 10 2⁄3′ |
| 36.        | Octava       | 08′     |
| 37.        | Gemshorn     | 08′     |
| 38.        | Octava       | 04′     |
| 39.        | Hintersatz V |         |
| 40.        | Bombarde     | 32′     |
| 41.        | Posaune      | 16′     |
| 42.        | Trompetenbaß | 08′     |

- Cymbelstern
- Koppeln (elektrisch): I/II, III/I, III/II, I/P, II/P, III/P
- Setzerkombinationen

### Glocken
Die Kirche bekam 1995 vier neue Bronzeglocken, die durch die Glocken- und Kunstgießerei Rincker gegossen wurden. Die seit 1950 vorhandenen drei Glocken erhielt zunächst die St. Johann-Baptist-Kirche und dann die St.-Kunigunde-Kirche in Sennestadt.
| Glocke | Name                     | Durchmesser | Gewicht | Nominal |
| ------ | ------------------------ | ----------- | ------- | ------- |
| 1      | Jodokus-Glocke           | 820 mm      | 388 kg  | c″ +7   |
| 2      | Franziskus-Glocke        | 716 mm      | 271 kg  | es″ +9  |
| 3      | Josefs- und Marienglocke | 592 mm      | 164 kg  | g″ +6,5 |
| 4      | Hedwigsglocke            | 514 mm      | 110 kg  | b″ +9   |